# Terleșciîna, Zhurivka
Terleșciîna (în ucraineană Терлещина) este un sat în comuna Arkadiivka din raionul Zhurivka, regiunea Kiev, Ucraina.

## Demografie
Componența lingvistică a localității Terleșciîna
     Ucraineană (100%)
Conform recensământului din 2001, toată populația localității Terleșciîna era vorbitoare de ucraineană (100%).